# 岡本宮
岡本宮（おかもとのみや）は、7世紀の舒明天皇及び斉明天皇が営んだ宮。舒明天皇の岡本宮は飛鳥岡本宮（あすかのおかもとのみや）、斉明天皇の岡本宮は後飛鳥岡本宮（のちのあすかのおかもとのみや）と区別して呼称される。両者とも奈良県明日香村岡にある飛鳥京跡にあったとされている。

## 経緯

### 舒明天皇の岡本宮
629年1月に舒明天皇は即位し、翌年（630年）10月、飛鳥岡（雷丘）のふもとに遷宮し、岡本宮と称した。
その6年後の636年6月、岡本宮は火災で焼失し、舒明天皇は田中宮（たなかのみや、現在の橿原市田中町）へ遷ることとなった。

### 斉明天皇の後岡本宮
655年の冬に板蓋宮が火災に遭い、斉明天皇は川原宮へ遷ったが、並行して新たな宮殿建設地の選定も行っており、翌年（656年）には岡本に新宮殿が建てられた。これが後飛鳥岡本宮である。斉明天皇は舒明天皇の未亡人であり、亡き夫の旧宮地を選んだということになる。
しかし同年、この新しい宮も火災に遭う。当時、斉明天皇は多武峰の山頂付近に石塁や高殿を築いたり、奈良盆地に運河を掘るなど、多くの土木事業を営んだが、動員される民衆には非常に不評であった。このために放火されたのではないかとする説も出されている。（飛鳥時代の宮の多くが火災に遭っていることから、民衆の中に統治への大きな不満がある時は、天皇の宮へ放火することで意思表明していたのではないか、とする説がある。）

## 名称
名称「岡本宮」は、文字どおり岡（雷丘）のふもとに立地していたことに由来する。